# Callerinnys statheuta
Callerinnys statheuta là một loài bướm đêm trong họ Geometridae.